# Буржарський сільський округ
Буржа́рський сільський округ (каз. Бөріжар ауылдық округі, рос. Буржарский сельский округ) — адміністративна одиниця у складі Ордабасинського району Туркестанської області Казахстану. Адміністративний центр — село Бірлік.
Населення — 9656 осіб (2021; 9033 у 2009, 8542 у 1999, 7210 у 1989).
Станом на 1989 рік існувала Буржарська сільська рада (села Бірлік, Джамбул, Икластемір, Інтимак, Кайнар, Теспе, Уялижар, селище Калаш) у складі Ариського району. 2013 року територія сільського округу площею 9,98 км² була передана до складу міста Шимкент. 2021 року територія площею 5 км² була передана до складу Монтайтаського сільського округу Ариської міської адміністрації, а до складу округу була включена територія площею 5 км² зі складу Акдалинського сільського округу Ариської міської адміністрації.

## Склад
До складу округу входять такі населені пункти:
| Населений пункт   | Колишні назви | Населення, осіб (1989) | Населення, осіб (1999) | Населення, осіб (2009) | Населення, осіб (2021) |
| ----------------- | ------------- | ---------------------- | ---------------------- | ---------------------- | ---------------------- |
| Бірлік, село      | -             | 407                    | 576                    | 633                    | 630                    |
| Джамбул, село     | -             | 700                    | 936                    | 1118                   | 1164                   |
| Икиластемір, село | Икластемір    | 661                    | 788                    | 853                    | 958                    |
| Інтимак, село     | -             | 470                    | 455                    | 326                    | 650                    |
| Кайнар, село      | -             | 2613                   | 3099                   | 3264                   | 3194                   |
| Калаш, село       | -             | 372                    | 281                    | 222                    | 155                    |
| Теспе, село       | -             | 340                    | 486                    | 586                    | 645                    |
| Уялижар, село     | -             | 1647                   | 1921                   | 2031                   | 2260                   |